# Eugênio Aragão

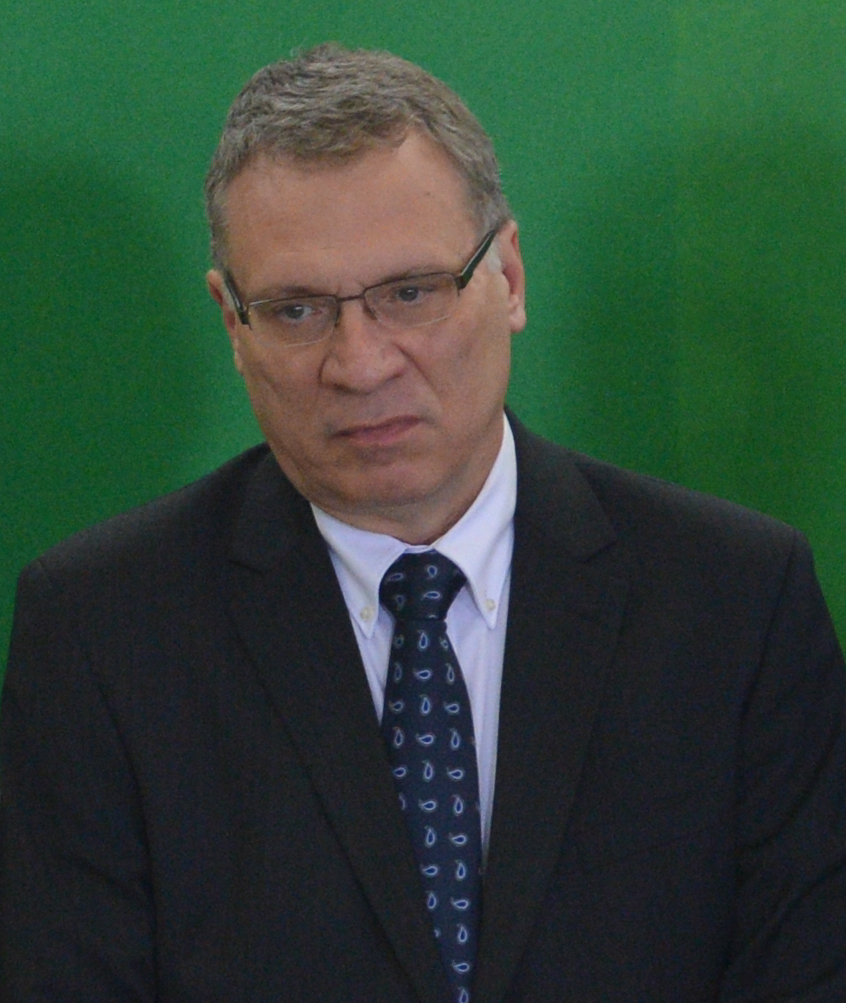
Eugênio Aragão, März 2016

Eugênio José Guilherme de Aragão (* 7. Mai 1959 in Rio de Janeiro) ist ein brasilianischer Jurist, Hochschullehrer und Politiker. Seit 1997 ist er Professor für Rechtswissenschaften an der  Universidade de Brasília. Von 2013 bis 2015 war er Stellvertretender Oberbundesanwalt Brasiliens und im Jahr 2016 Justizminister.

## Leben
Aragão absolvierte 1982 sein Jurastudium in Brasília. 1994 schrieb er an der Universität Essex seine Magisterarbeit über ein Thema aus dem Völkerrecht. Von 2001 bis 2004 war er an der Ruhr-Universität Bochum und promovierte bei Joachim Wolf.
1987 war trat Eugênio Aragão in den brasilianischen Justizdienst ein und stieg vom Staatsanwalt bis zum Stellvertretenden Oberbundesanwalt (Vice-Procuradoria-Geral da República, PGR) auf. Dieses Amt bekleidete er von 2013 bis 2015. Im Kabinett der sozialdemokratischen Präsidentin Dilma Rousseff war er vom 14. März bis zum 12. Mai 2016 Justizminister.
Seit 1997 ist er Professor für Rechtswissenschaften an der  Universidade de Brasília.
Seit 2017 ist er als Anwalt tätig und Seniorpartner der Großkanzlei Aragão & Ferraro.